# XLVII Festival Internacional de Cinema Fantàstic de Catalunya
La XLVII edició del Sitges Festival Internacional de Cinema de Catalunya (abans, Festival Internacional de Cinema Fantàstic de Sitges) es va organitzar del 3 al 12 d'octubre de 2014 dirigida per Àngel Sala. En aquesta edició es va inaugurar la secció Blood Window per donar lloc a l'emergent cinema fantàstic llatinoamericà. El pressupost d'aquesta edició fou d'1.731.225 euros, d'ells 415.000 aportats per la Generalitat i 190.000 per l'ajuntament de Sitges.
El certamen fou inaugurat amb la projecció de REC 4 de Jaume Balagueró i protagonitzada per Manuela Velasco, qui ja va rebre el premi a la millor actriu en una edició anterior. Es va retre homenatge a Roland Emmerich, qui fou guardonat amb el Gran Premi Honorífic juntament amb Antonio Banderas, qui hi presentava la seva pel·lícula Autómata de Gabe Ibáñez. El festival clausuraria amb Burying the Ex de Joe Dante.

## Pel·lícules projectades

### Secció oficial Fantàstic
- I Origins de Mike Cahill
- Aux yeux des vivants de Julien Maury i Alexandre Bustillo
- Welp de Jonas Govaerts
- Dios local de Gustavo Hernández Ibáñez
- These Final Hours de Zak Hilditch
- Kawaki de Tetsuya Nakashima
- Ich seh Ich seh de Veronika Franz i Severin Fiala
- The Babadook de Jennifer Kent
- Alleluia de Fabrice Du Welz
- Mapes a les estrelles de David Cronenberg /
- Young Ones de Jake Paltrow
- El día trajo la oscuridad de Martín Desalvo
- Jamie Marks Is Dead de Carter Smith
- It Follows de David Robert Mitchell
- El senyal de William Eubank
- Una noia torna a casa sola de nit d'Ana Lily Amirpour /
- At the Devil's Door (Home) de Nicholas McCarthy
- Otra frontera d'André Cruz Shiraiwa
- La distancia de Sergio Caballero
- La meva vida d'ara de Kevin Macdonald
- Sword of Vengeance de Jim Weedon
- Musarañas de Juanfer Andrés
- Oculus de Mike Flanagan
- Over Your Dead Body de Takashi Miike
- Pos eso de Samuel Ortí
- R100 d'Hitoshi Matsumoto
- El que fem a les ombres de Jemaine Clement i Taika Waititi
- Réalité de Quentin Dupieux
- Spring de Justin Benson i Aaron Moorhead
- Stereo de Maximilian Erlenwein
- That Demon Within de Dante Lam
- The Double de Richard Ayoade
- El convidat d'Adam Wingard
- The Midnight After de Fruit Chan
- The Rover de David Michôd
- The Voices de Marjane Satrapi
- Når dyrene drømmer de Jonas Alexander Arnby
- Zombeavers de Jordan Rubin

### Secció "Sitges Clàssics"
- Gremlins de Joe Dante (1984.)
- Sorcerer de William Friedkin (1977)
- Tales from the Crypt Presents: Demon Knight d'Ernest Dickerson, (1996)

### Secció Focus Asia
- Firestorm d'Alan Yuen, ,
- Hwai: Goemureul samkin ai de Jang Joon-hwan,
- Gundo: Millanui Sidae de Yoon Jong-bin,
- Mad Bad Sad de Han Ji-seung, Kim Tae-yong, Ryoo Seung-wan,
- Naked Ambition 2 de Lee Kung-lok,
- Rurouni Kenshin: Kyoto Inferno de Keishi Ōtomo,
- Rurouni Kenshin: The Legend Ends de Keishi Ōtomo,
- The Five de Jeong Yeon-shik
- The Four II  de Gordon Chan, ,
- Thermae Romae de Hideki Takeuchi,
- Thermae Romae II de Hideki Takeuchi,
- Young Detective Dee: Rise of the Sea Dragon de Tsui Hark,

## Jurat
El jurat internacional era format per Pablo Helman, Charles de Lauzirika, Blake Ethridge, Sebastián Aloi i Alejo Cuervo Rieguer.

## Premis
Els premis d'aquesta edició foren:
| Categoria                                                      | Premiat                                         | Treball                                     |
| -------------------------------------------------------------- | ----------------------------------------------- | ------------------------------------------- |
| Premi al millor director Patrocinat per Gas Natural Fenosa     | Jonas Govaerts                                  | Welp                                        |
| Premi a la millor pel·lícula                                   | I Origins                                       | Mike Cahill                                 |
| Premi a la millor actriu Patrocinat per Autolica-Mercedes Benz | Essie Davis                                     | The Babadook                                |
| Premi a la millor actriu Patrocinat per Autolica-Mercedes Benz | Julianne Moore                                  | Mapes a les estrelles                       |
| Premi al millor actor                                          | Nathan Phillips                                 | These Final Hours                           |
| Premi al millor actor                                          | Kōji Yakusho                                    | Kawaki                                      |
| Premi al millor guió                                           | Jake Paltrow                                    | Young Ones                                  |
| Premi a la millor fotografia                                   | Darren Law                                      | Jamie Marks Is Dead                         |
| Premi als millors efectes especials                            | Frank Ceglia Kyle Ross Collinsworth Joe Freeman | El senyal                                   |
| Premi al millor Curtmetratge                                   | Mikel Alvariños                                 | Oscar desafinado                            |
| Premi Especial del Jurat                                       | The Babadook                                    | Jennifer Kent                               |
| Menció especial                                                | Pos eso                                         | Samuel Ortí                                 |
| Menció especial                                                | El que fem a les ombres                         | Jemaine Clement i Taika Waititi             |
| Menció especial                                                | Una noia torna a casa sola de nit               | Ana Lily Amirpour                           |
| Menció especial                                                | Spring                                          | Justin Benson i Aaron Moorhead              |
| Premi Òrbita Fantàstic Millor pel·lícula                       | Hyena                                           | Gerard Johnson                              |
| Premi Òrbita Fantàstic Millor director                         | Jim Mickle                                      | Fred al juliol                              |
| Premi Òrbita Fantàstic Menció especial                         | '71                                             | Yann Demange                                |
| Premi Fantàstic Panorama Millor pel·lícula                     | De Behandeling                                  | Hans Herbots                                |
| Premi Fantàstic Panorama Menció especial                       | Creep                                           | Patrick Brice                               |
| Premi Cine365 Film al millor curtmetratge                      | Safari                                          | Yayo Herrero                                |
| Premi Cine365 Film al millor curtmetratge                      | Oscar desafinado                                | Mikel Alvariños                             |
| Premi Brigadoon al curtmetratge                                | Line-Up                                         | Àlex Julià                                  |
| Premi Méliès d'argent al millor llargmetratge                  | Ich seh Ich seh                                 | Veronika Franz i Severin Fiala              |
| Premi Méliès d'argent al millor curtmetratge                   | Autumn Harvest                                  | Fredrik S. Hana                             |
| Premi Carnet Jove Fantàstic                                    | Una noia torna a casa sola de nit               | Ana Lily Amirpour                           |
| Premi Carnet Jove Fantàstic                                    | Welp                                            | Jonas Govaerts                              |
| Premi Carnet Jove Midnight X-Treme                             | The Houses October Built                        | Bobby Roe                                   |
| Premi Noves Visions                                            | Han Gong-ju                                     | Lee Su-jin                                  |
| Premi Noves Visions No ficció                                  | Non-fiction Diary                               | Jung Yoon-suk                               |
| Premi Noves Visions Menció Especial                            | The Duke of Burgundy                            | Peter Strickland                            |
| Premi Focus Àsia                                               | Mad Sad Bad                                     | Han Ji-seung, Kim Tae-yong i Ryoo Seung-wan |
| Premi Focus Àsia Menció Especial                               | Hwayi: A Monster Boy                            | Jang Joon-hwan                              |
| Premi Anima't Millor pel·lícula d'animació                     | The Satellite Girl and Milk Cow                 | Chang Hyung-yun                             |
| Premi Anima't Millor curtmetratge d'animació                   | Pineapple Calamari                              | Kasia Nalewajka                             |
| Premi Anima't Menció especial                                  | Dinner for Few                                  | Nassos Vakalis                              |
| Premi Noves Visions. Emergents                                 | Amor eterno                                     | Marçal Forés                                |
| Premi Noves Visions. Experimenta                               | Plèmia                                          | Miroslav Slaboixpitski                      |
| Premi Phonestatic                                              | Sector Zero 4                                   | Alfonso García López                        |
| Premi Phonestatic. Premi del públic                            | Intrusos                                        | Iván Mourin                                 |
| Premi de la Crítica José Luis Guarner                          | Réalité                                         | Quentin Dupieux                             |
| Premi Blood Window                                             | The Stranger                                    | Guillermo Amoedo                            |
| Premi Nova Autoria Millor direcció                             | Víctor Alonso Berbal                            | Puño y metal                                |
| Premi Nova Autoria Millor guió                                 | Joaquim Barceló                                 | Dinosaurios                                 |
| Premi Nova Autoria Millor música original                      | Alain Gómez Reglá Luis Daniel González          | Pilato, Pilato                              |
| Premi de la Crítica José Luis Guarner Menció especial          | Ich seh Ich seh                                 | Veronika Franz i Severin Fiala              |
| Premi Ciutadà Kane a la direcció revelació                     | Una noia torna a casa sola de nit               | Ana Lily Amirpour                           |
| Premi Ciutadà Kane a la direcció revelació Menció especial     | Når dyrene drømmer                              | Jonas Alexander Arnby                       |
| Premi Honorífic Màquina del Temps                              | Franco Nero Dick Miller                         |                                             |
| Gran Premi del Públic El Periódico de Catalunya                | Una noia torna a casa sola de nit               | Ana Lily Amirpour                           |
| Gran Premi Honorífic                                           | Antonio Banderas Roland Emmerich Rob Zombie     |                                             |